# Thamsanqa Gabuza
Thamsanqa Gabuza (sinh ngày 27 tháng 7 năm 1987) là một cầu thủ bóng đá người Nam Phi thi đấu ở vị trí tiền đạo cho Orlando Pirates.

## Sự nghiệp quốc tế

### Bàn thắng quốc tế
Tỉ số và kết quả liệt kê bàn thắng của Nam Phi trước.
| Bàn thắng | Thời gian            | Địa điểm                                        | Đối thủ    | Tỉ số | Kết quả | Giải đấu                                     |
| --------- | -------------------- | ----------------------------------------------- | ---------- | ----- | ------- | -------------------------------------------- |
| 1.        | 16 tháng 6 năm 2015  | Sân vận động Cape Town, Cape Town, Nam Phi      | Angola     | 1–1   | 2–1     | Giao hữu                                     |
| 2.        | 20 tháng 6 năm 2015  | Sân vận động Dobsonville, Johannesburg, Nam Phi | Mauritius  | 1–0   | 3–0     | Vòng loại Giải vô địch bóng đá châu Phi 2016 |
| 3.        | 5 tháng 9 năm 2015   | Sân vận động Olympic, Nouakchott, Mauritania    | Mauritanie | 1–1   | 1–3     | Vòng loại Cúp bóng đá châu Phi 2017          |
| 4.        | 13 tháng 11 năm 2015 | Sân vận động Quốc gia Ombaka, Benguela, Angolla | Angola     | 2–1   | 3–1     | Vòng loại giải vô địch bóng đá thế giới 2018 |
| 5.        | 4 tháng 6 năm 2016   | Sân vận động Độc lập, Bakau, Gambia             | Gambia     | 1–0   | 4–0     | Vòng loại Cúp bóng đá châu Phi 2017          |
| 6.        | 4 tháng 6 năm 2016   | Sân vận động Độc lập, Bakau, Gambia             | Gambia     | 2–0   | 4–0     | Vòng loại Cúp bóng đá châu Phi 2017          |